# Březová u Hořovic

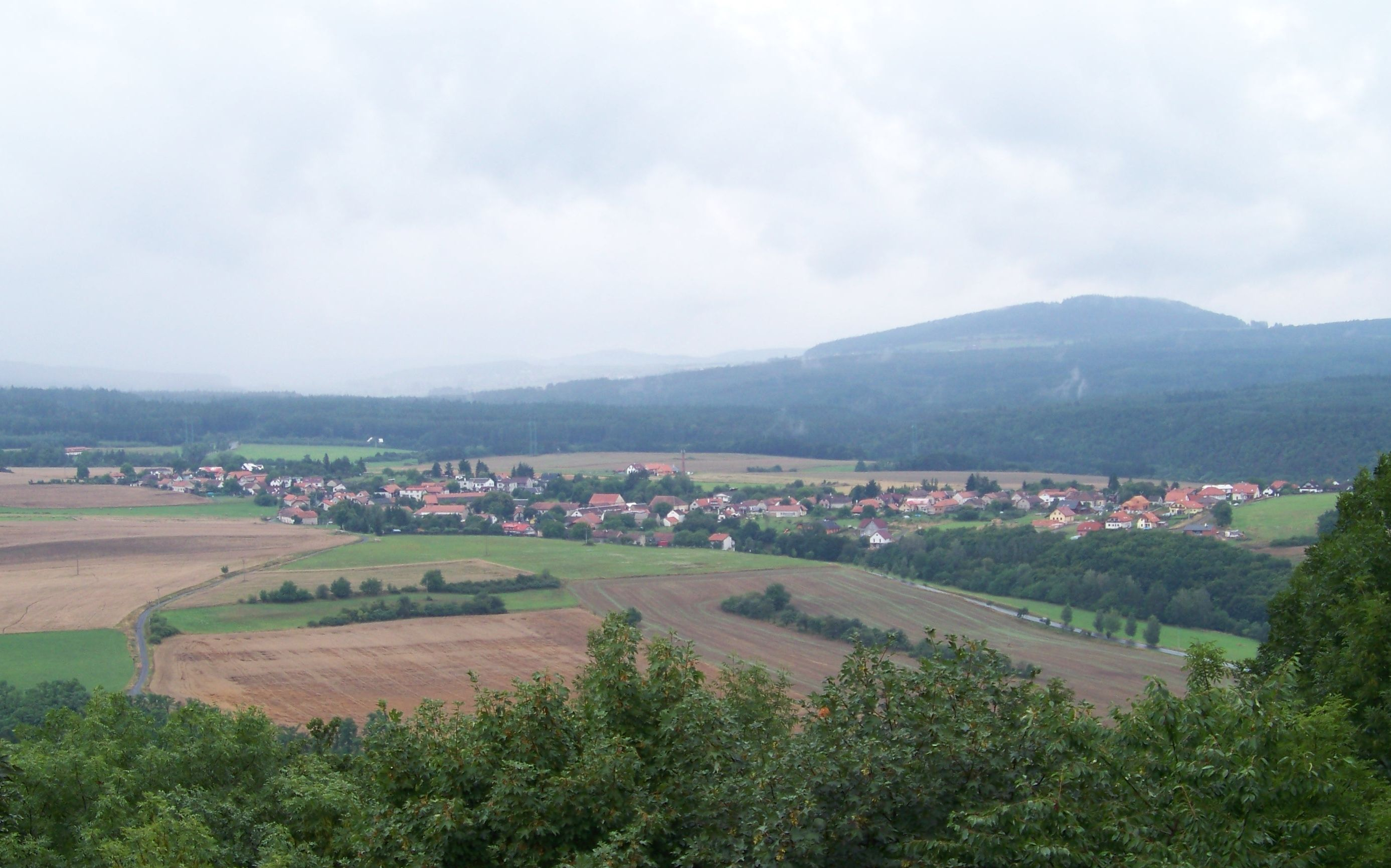
Blick von der Burg Točník auf Březová, im Hintergrund der Velíz

Březová (deutsch Bschesowa) ist eine Gemeinde in Tschechien. Sie liegt sieben Kilometer nördlich von Hořovice und gehört zum Okres Beroun.

## Geographie
Březová befindet sich im Süden des Pürglitzer Berglandes auf einer Anhöhe über dem Zusammenfluss des Pekelský und Pařezový potok zum Stroupinský Potok. Südlich liegen die Burgen Žebrák und Točník.
Nachbarorte sind Kublov im Norden, Hředle im Osten, Chlustina im Südosten, Točník im Süden sowie Bzová im Südwesten.

## Geschichte
Die erste urkundliche Erwähnung von Březová erfolgte im Jahre 1399.
Das Dorf stand ursprünglich nordwestlich des jetzigen Standortes im Pürglitzer Wald auf der Lichtung Petrovka. Der für seine Töpferwaren bekannte Ort gehörte zur Herrschaft Točník und wurde auch erwähnt, als Jan der Ältere Lobkowicz diese im Jahre 1557 erwarb. 1593 verlor dessen Sohn Georg III. vom Lobkowicz sämtliche Güter wegen Beteiligung an der Verschwörung gegen Kaiser Rudolf II. Sein konfiszierter Besitz fiel der Königlichen Kammer zu.
Während des Dreißigjährigen Krieges wurde Březová zerstört und am alten Platz nicht wieder aufgebaut. In der zweiten Hälfte des 17. Jahrhunderts erfolgte die Gründung einer neuen Ansiedlung am heutigen Standort, die nie wieder die alte Bedeutung erlangte. Nach der Ablösung der Patrimonialherrschaften im Jahre 1848 wurde Březová ein Ortsteil der Gemeinde Bzová und erlangte 1874 seine Selbstständigkeit. 1877 nahm die erste Dorfschule den Unterricht auf.
Während des Zweiten Weltkrieges fand am 9. Juli 1943 in der im Údolí ticha gelegenen Chata Votruba das dritte illegale Plenum des ZKs der Kommunistischen Partei der Tschechoslowakei statt.

## Ortsgliederung
Für die Gemeinde Březová sind keine Ortsteile ausgewiesen.

## Sehenswürdigkeiten
- kleine Kapelle mit Glockenturm
- Údolí ticha zwischen Kublov und Točník
- Chaluppen in Volksbauweise